# Ministri per i problemi delle aree urbane della Repubblica Italiana
I ministri per i problemi delle aree urbane della Repubblica Italiana si sono avvicendati dal 1987 (data di istituzione del dipartimento) al 2001 (abolizione del dipartimento).

## Lista
| Ministro                                                                       | Ministro       | Ministro                         | Partito                     | Governo        | Mandato          | Mandato          | Leg.           |
| Ministro                                                                       | Ministro       | Ministro                         | Partito                     | Governo        | Inizio           | Fine             | Leg.           |
| ------------------------------------------------------------------------------ | -------------- | -------------------------------- | --------------------------- | -------------- | ---------------- | ---------------- | -------------- |
|                                                                                |                | Carlo Tognoli (1938-2021)        | Partito Socialista Italiano | Goria          | 29 luglio 1987   | 13 aprile 1988   | X              |
| De Mita                                                                        | 13 aprile 1988 | Carlo Tognoli (1938-2021)        | Partito Socialista Italiano | 23 luglio 1989 |                  |                  | X              |
|                                                                                |                | Carmelo Conte (1938)             | Partito Socialista Italiano | Andreotti VI   | 23 luglio 1989   | 13 aprile 1991   | X              |
| Andreotti VII                                                                  | 13 aprile 1991 | Carmelo Conte (1938)             | Partito Socialista Italiano | 28 giugno 1992 |                  |                  | X              |
| Amato I                                                                        | 28 giugno 1992 | Carmelo Conte (1938)             | Partito Socialista Italiano | 29 aprile 1993 | XI               |                  |                |
|                                                                                |                | Francesco Rutelli (1954)         | Federazione dei Verdi       | Ciampi         | XI               | 4 maggio 1993    | 5 maggio 1993  |
|                                                                                |                | Valdo Spini (1946)               | Partito Socialista Italiano | Ciampi         | XI               | 5 maggio 1993    | 11 maggio 1994 |
| Deleghe trattenute presso la Presidenza del Consiglio dei ministri (1994-1996) |                |                                  |                             |                |                  |                  |                |
|                                                                                |                | Antonio Di Pietro (1950)         | Indipendente                | Prodi I        | 18 maggio 1996   | 21 novembre 1996 | XIII           |
|                                                                                |                | Paolo Costa (1943)               | Indipendente                | Prodi I        | 21 novembre 1996 | 21 ottobre 1998  | XIII           |
|                                                                                |                | Enrico Luigi Micheli (1938-2011) | Indipendente                | D'Alema I      | 21 ottobre 1998  | 4 novembre 1998  | XIII           |
| Deleghe trattenute presso la Presidenza del Consiglio dei ministri (1998-2001) |                |                                  |                             |                |                  |                  |                |